# 아서 해리스
왕립 공군 원수 아서 트래버스 해리스 경, GCB OBE AFC                  (1892년 4월 13일 – 1984년 4월 5일)는 언론에서 흔히 "폭격기" 해리스로, 영국 공군 내에서는 종종 "정육점" 또는 "푸주한" 해리스로 알려져 있었으며, 제2차 세계 대전 중 나치 독일에 대한 영미 전략폭격 캠페인이 절정에 달했을 때 공군 최고 사령관으로서 영국 왕립 공군 폭격사령부를 지휘했다.
글로스터셔주에서 태어난 해리스는 1910년 17세의 나이로 로디지아로 이주했다. 그는 제1차 세계 대전 발발과 함께 제1로디지아 연대에 입대하여 남아프리카와 남서아프리카에서 작전을 수행했다. 1915년, 해리스는 전쟁의 유럽 전선에서 싸우기 위해 영국으로 돌아왔다. 그는 Royal Flying Corps에 입대했으며, 1918년 영국 왕립 공군이 창설될 때까지 그곳에 머물렀다. 해리스는 1920년대와 1930년대 내내 공군에 남아 인도, 메소포타미아, 페르시아, 이집트 왕국, 팔레스타인 위임통치령 등지에서 근무했다.
1939년 제2차 세계 대전 발발과 함께 해리스는 영국에 있는 제5군의 지휘를 맡았고, 1942년 2월 폭격사령부 사령관으로 임명되었다. 그는 전쟁이 끝날 때까지 그 직책을 유지했다. 같은 해, 영국 내각은 "독일 도시 지역 폭격"에 동의했다. 해리스는 윈스턴 처칠의 정책을 실행하는 임무를 부여받았고, 그 임무를 더 효과적으로 수행하기 위한 전술 및 기술 개발을 지원했다. 해리스는 영국 공군 참모총장인 왕립 공군 원수 찰스 포털이 나치 독일의 기반 시설과 인구에 대한 영국의 가장 파괴적인 공격, 즉 드레스덴 폭격을 수행하는 것을 도왔다. 해리스가 전시 내각으로부터 정밀 타격보다는 지역폭격에 집중하라는 명령을 받은 것은 유럽 대륙에서 전략이 야기한 대규모 민간인 사상자, 민간 기반 시설 및 문화 유적지 파괴로 인해 논란이 계속되었다.
전쟁 후 해리스는 남아프리카로 이주하여 남아프리카 해양 공사 (South African Marine Corporation)를 운영했다. 그는 1953년 준남작이 되었다. 그는 1984년 영국에서 사망했다.

## 초기 생활
해리스는 1892년 4월 13일 첼트넘, 글로스터셔주에서 태어났으며, 인도에서 정부 엔지니어로 일하던 그의 아버지 조지 스틸 트래버스 해리스가 본국 휴가 중 머물던 곳이었다. 아버지가 대부분의 시간을 인도에서 보냈기 때문에 해리스는 견고한 뿌리와 소속감 없이 자랐다. 그는 어린 시절의 대부분을 켄트주의 목사이자 나중에 그를 다정하게 회상했던 C E 그레이엄-존스 목사의 가족과 함께 보냈다. 해리스는 데번주의 알할로우즈 학교에서 교육을 받았고, 그의 두 형은 각각 더 명문인 셔번과 이튼 칼리지에서 교육을 받았다. 전기 작가 헨리 프로버트(Henry Probert)에 따르면, 이는 셔번과 이튼이 비쌌고 "세 번째에게는 많은 돈이 남지 않았기" 때문이었다.
전직 알할로우즈 학생이자 배우인 아서 처들리(Arthur Chudleigh)는 종종 학교를 방문하여 학생들에게 자신의 쇼 무료 티켓을 주었다. 해리스는 1909년에 그러한 티켓을 받았고, 여름 방학 동안 연극을 보러 갔다. 쇼의 주인공은 결혼하기 위해 영국으로 돌아온 로디지아 농부였지만, 결국 허풍선이 약혼녀와 헤어지고 대신 더 실용적인 하녀와 결혼했다. 계급보다 능력으로 판단받는 나라라는 생각은 모험심이 강한 해리스에게 매우 영감을 주었고, 그는 즉시 은퇴하고 영국으로 돌아온 아버지에게 새 학기에는 알할로우즈로 돌아가지 않고 남로디지아로 이민 갈 생각이라고 말했다. 해리스의 아버지는 아들에게 군인이나 공무원 경력을 염두에 두고 있었기 때문에 실망했지만, 마지못해 동의했다.
1910년 초, 해리스 시니어는 아들의 SS 이난다 호 베이라 행 배삯을 지불했고, 그곳에서 아들은 마니카랜드의 움탈리까지 철도를 타고 이동했다. 해리스는 다음 몇 년 동안 광업, 마차 운전, 농업으로 생계를 유지했다. 그는 1913년 11월에 더 영구적인 직책을 얻었는데, 아일랜드 코크 근처 출신으로 로디지아로 이주하여 1903년에 마쇼날랜드의 마조에 근처에 로데일 농장을 설립한 크로프턴 타운젠드(Crofton Townsend)에게 고용되었다. 해리스는 빠르게 고용주의 신뢰를 얻었고, 1914년 초 타운젠드가 1년 동안 영국을 방문했을 때 로데일의 농장 관리자가 되었다. 로디지아에서 성공적으로 목장을 운영하는 데 필요한 기술을 습득한 해리스는 타운젠드가 돌아오자마자 그 나라에 자신의 농장을 시작하기로 결정했다. 프로버트에 따르면, 해리스는 이제 자신을 "주로 로디지아인"으로 여겼으며, 이 자기 정체성은 평생 동안 유지되었다.

## 군사 경력

### 제1차 세계 대전

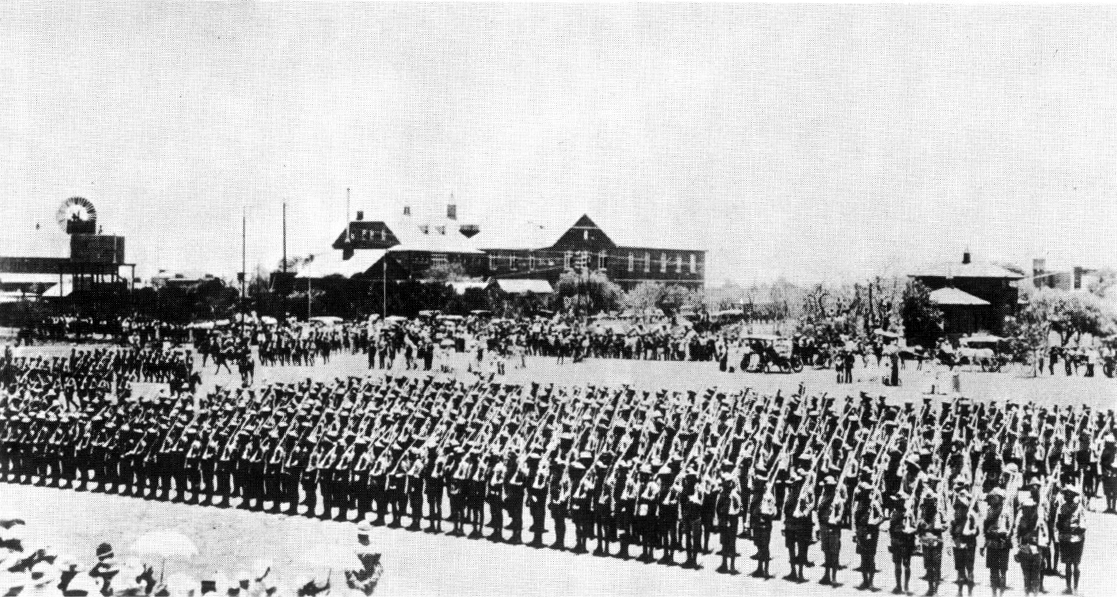
1914년 11월 불라와요에서 남아프리카로 향하는 길에 행진하는 제1로디지아 연대. 해리스는 나팔수로 이 부대에 있었다.

1914년 8월 제1차 세계 대전이 발발했을 때, 해리스는 당시 부시(bush)에 있었기 때문에 거의 한 달 동안이나 그 사실을 알지 못했다. 아버지가 군대에서 생각했던 길을 따르는 것을 이전에 주저했고 로디지아에 자신만의 목장을 세우고 싶었음에도 불구하고, 해리스는 애국심에 이끌려 전쟁 노력에 참여해야 한다고 느꼈다. 그는 남아프리카에서 마리츠 반란을 진압하는 데 도움을 주기 위해 영국 남아프리카 회사 행정부가 창설한 제1로디지아 연대에 빠르게 합류하려고 시도했지만, 기관총 사수 또는 나팔수 두 자리만 가능했다는 것을 알게 되었다. 알할로우즈에서 나팔을 불었던 경험이 있었던 그는 나팔수에 성공적으로 지원하여 1914년 10월 20일 입대했다.
제1로디지아 연대는 잠시 블룸폰테인에 주둔했고, 1915년 상반기 동안 남서아프리카에서 남아프리카군과 함께 복무했다. 이 작전은 해리스에게 강한 인상을 주었으며, 특히 긴 사막 행군이 그랬다. 30년 후, 그는 "나는 오늘날까지 어떤 종류의 차량이라도 나를 태울 수 있다면 한 발짝도 걷지 않는다"고 썼다. 남서아프리카는 해리스에게 공중 폭격을 처음 경험하게 했다. 남서아프리카에 있던 유일한 독일 항공기가 그의 부대에 포탄을 떨어뜨리려 했지만, 아무런 피해도 입히지 못했다.
남서아프리카 작전이 1915년 7월에 끝나자 제1로디지아 연대는 케이프타운으로 철수하여 해산되었고, 해리스는 7월 31일에 공식적으로 제대했다. 그는 처음에는 제국을 위해 자신의 역할을 다했다고 느꼈고 로데일에서 다시 일하기 위해 로디지아로 돌아갔지만, 그와 그의 많은 전 동료들은 유럽에서의 전쟁이 예상보다 훨씬 더 오래 지속될 것이 분명해지자 곧 재고했다. 그들은 동아프리카에서 복무하기 위해 창설되던 제2로디지아 연대에 합류하는 것을 주저했는데, 아프리카 전선에서의 "부시 휘핑"이 유럽에서의 "진정한 전쟁"보다 덜 중요하다고 여겼기 때문이었다. 해리스는 8월에 회사 행정부의 비용으로 베이라에서 영국으로 항해했으며, 300명의 백인 남로디지아 전쟁 자원병 중 한 명이었다. 그는 1915년 10월에 도착하여 런던에 있는 부모님과 함께 살았고, 처음에는 기병대, 그 다음에는 Royal Artillery에서 자리를 찾으려 했으나 실패한 후 1915년 11월 6일 Royal Flying Corps에 소위로 수습 입대했다.
해리스는 1915년 말 브룩랜즈에서 비행을 배웠고, 계급이 확정된 후 1917년 동안 국내 전선과 프랑스에서 비행 지휘관이자 궁극적으로는 제45비행대대의 사령관으로 Sopwith 1½ Strutter와 소프위드 카멜을 조종하며 뛰어난 활약을 펼쳤다. 제44비행대대를 지휘하는 국내 방어 임무를 위해 영국으로 돌아오기 전에 해리스는 적기 5대를 격추했다고 주장했으며 1918년 11월 2일 공군 십자훈장 (AFC)을 받았다. 언젠가 로디지아로 돌아갈 생각으로 해리스는 제복에 "RHODESIA" 어깨 견장을 달고 다녔다. 그는 전쟁을 소령으로 마쳤다.

### 전간기
해리스는 제1차 세계 대전이 끝난 후 새로 창설된 영국 왕립 공군 (RAF)에 남아 로디지아로 돌아가는 대신 공군 경력을 선택했는데, 이는 그와 그의 첫 번째 아내 바바라가 첫 아이를 낳았고, 바바라가 로디지아 농부의 아내 생활을 즐기지 않을 것이라고 생각했기 때문이었다. 1920년 4월 비행대장 해리스는 RAF Digby 기지 사령관이자 제3 비행 훈련 학교 사령관으로 공동 임명되었다. 그는 나중에 인도, 메소포타미아, 페르시아에서 여러 직책을 역임했다. 그는 인도에서의 복무에 대해 정기적인 연례 북서 변경 지방 부족 문제 동안 처음으로 폭격에 참여하게 되었다고 말했다. 그의 비행대대는 제대로 관리되지 않은 Bristol F.2 Fighter 항공기를 장비하고 있었다. 메소포타미아 (이라크)에서 그는 Vickers Vernon 수송 비행대대를 지휘했다. 해리스는 나중에 그곳에서의 시간에 대해 "우리는 기수(機首)에 구멍을 뚫고 우리만의 폭탄 랙을 설치했으며, 나는 이 기계들을 사령부에서 가장 무겁고 최고의 폭격기로 만들었다"고 썼다. 제45비행대대는 터키 침략군과 지역 아랍 반군에 대해 야간 공습을 포함한 공습을 수행했다. 해리스는 한때 "아랍인이 이해하는 유일한 것은 무거운 손길이다"라고 말하기도 했다. 그는 또한 이라크에서의 폭격에 대해 "45분 이내에 대규모 마을이 사실상 전멸되고 주민의 3분의 1이 사망하거나 부상당할 수 있다... 효과적인 탈출 수단은 없다"고 말했다.
1920년대 동안 해리스는 로디지아로 돌아가는 대신 RAF에 남기로 한 자신의 결정에 대해 가끔 의구심을 품었다. 그는 1922년 5월 사표를 제출했지만, 설득되어 남게 되었다. 1924년 10월 이라크에서 영국으로 돌아온 후 참모 훈련 과정을 거쳐 1925년 5월에는 전후 최초의 중폭격기 비행대대 (제58비행대대, Vickers Virginia 장비)의 지휘관으로 발령받았다. 이라크에서의 그의 지휘관은 미래의 공군 참모총장인 존 살몬 경이었고, 그는 또한 영국으로 돌아온 후 그의 지휘관 중 한 명이었다. 그들은 함께 "야간 작전을 위한 야간 훈련"을 개발했다. 그는 1927년 6월 3일 대영 제국 훈장 장교로 임명되었고 1927년 7월 1일 비행단장으로 승진했다.
1927년부터 1929년까지 해리스는 캠벌리의 육군 참모 대학에 다녔으며, 그곳에서 육군이 장교들의 여우 사냥을 위해 말 200마리를 사육하고 있다는 사실을 알게 되었다. 모든 군대가 장비 부족에 시달리던 시기에 여전히 기병 장교들이 지배하던 육군 고위 지휘부는 해리스와 같은 기술 전문가들과는 분명히 다른 우선순위를 가지고 있었다. 해리스는 육군 사령관들이 "건초를 먹고 말처럼 소리를 내는" 전차를 개발해야만 전차에 만족할 것이라고 농담했다. 그는 또한 해군에 대해서도 낮은 평가를 내렸다. 그는 잘 운영되는 요트에는 절대 허용되어서는 안 될 세 가지가 있다고 언급했다. "손수레, 우산, 그리고 해군 장교"였다. 버나드 몽고메리는 그가 대학에서 만난 몇 안 되는 육군 장교 중 한 명이었는데, 그들이 특정 기본적인 성격 특성을 공유했기 때문일 수 있다.
그의 다음 지휘는 비행정 비행대대였으며, 그곳에서 그는 야간 비행 기술을 계속 발전시켰다. 그는 1933년 6월 30일 대령으로 승진했다. 1934년부터 1937년까지 그는 공군부 계획 부국장을 역임했다. 그는 이집트의 중동 사령부에 고위 항공 참모 장교로 발령받았다. 1936년 해리스는 팔레스타인 아랍 봉기에 대해 "제멋대로 떠드는 각 마을에 250파운드 또는 500파운드 폭탄 하나씩"이면 문제가 만족스럽게 해결될 것이라고 언급했다. 같은 해 그는 남로디지아 정부가 자체 공군을 설립하는 것을 돕기 위해 전문적인 자격으로 남로디지아를 방문했다.
1937년 7월 2일 해리스는 준장으로 승진했고 1938년에는 제4 (폭격)군 사령관에 임명되었다. 미국으로의 구매 임무를 마친 후 그는 팔레스타인 위임통치령과 트란스요르단으로 발령받았고, 1939년 7월 1일 소장으로 승진하며 그 지역의 RAF 부대 지휘관이 되었다.
이 시기에 해리스와 다른 이들은 고위 참모들에게 대형 전략 폭격기를 요청했으며, 이는 영국에서 독일 목표물을 폭격할 수 있었다. 그 결과 공군 참모진의 요구 사항이 나왔고, 이는 Avro Manchester, 핸들리 페이지 핼리팩스, 쇼트 스털링으로 이어졌다. 나중에 작전에서 심각한 단점이 드러나자 맨체스터는 매우 효과적인 아브로 랭커스터로 재설계되었다.

### 제2차 세계 대전

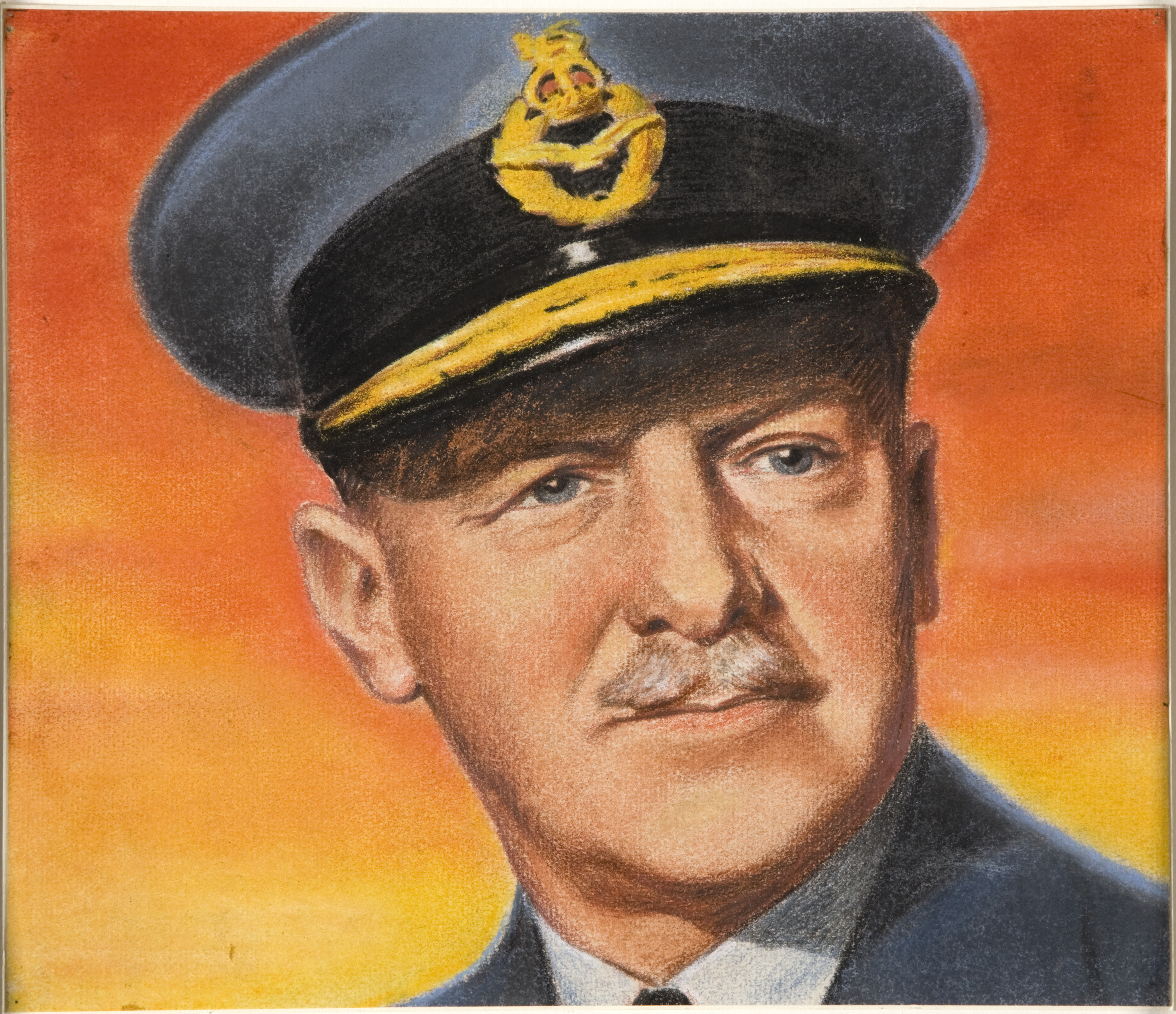
해리스, 윌리엄 티밈 작, c. 1943

해리스는 1939년 9월 영국으로 돌아와 제5군을 지휘했다. 1940년 7월 11일 바스 훈장 동료로 임명되었고 1940년 11월 공군 참모차장이 되었고 1941년 6월 1일 중장 대행으로 승진했다.
1941년 8월에 배포된 Butt Report는 1940년과 1941년에 공격 항공기 3대 중 1대만이 목표물에서 5마일 (8킬로미터) 이내에 도달했음을 발견했다. 이에 대한 대응의 일환으로 해리스는 1942년 2월 폭격사령부의 사령관으로 임명되었다. 그는 1942년 6월 11일 바스 훈장 나이트 커맨더로 진급했다.
1942년 프레더릭 린더만 교수는 그의 친구인 윈스턴 처칠 총리에 의해 영국 정부의 선임 과학 고문으로 임명된 후, 전략 폭격 작전에서 독일 도시에 대한 지역 폭격을 옹호하는 중요한 논문을 내각에 제출했다. 이 논문은 내각의 승인을 받았고 해리스는 지역 폭격 지침을 실행하도록 지시받았다. 이는 독일에 대한 총력전의 중요한 부분이 되었다.
폭격 작전 시작 당시 해리스는 구약 성경의 호세아서를 인용하며 "나치들은 자기들만 폭격하고 아무도 자기들을 폭격하지 않을 것이라는 다소 유치한 망상에 빠져 이 전쟁에 참전했다. 로테르담, 런던, 바르샤바, 그리고 수십 곳의 다른 장소에서 그들은 다소 순진한 이론을 실행에 옮겼다. 그들은 바람을 심었고, 이제 그들은 회오리바람을 거둘 것이다"라고 말했다. 해리스는 1940년 런던 대공습을 포털과 함께 지켜보면서 이 비유를 처음 사용했다고 언급한다.
처음에는 사용된 항공기 수가 적고 항법 보조 장치가 부족하여 산발적이고 부정확한 폭격으로 효과가 제한적이었다. 더 나은 항공기와 전자 보조 장치의 생산이 증가함에 따라 해리스는 각각 1,000대의 항공기를 사용하는 훨씬 더 대규모 공습을 주장했다. 밀레니엄 작전에서 해리스는 1942년 5월 30일/31일 밤 쾰른 (Köln)에 대한 RAF의 첫 번째 "천 대 폭격기 공습"을 시작했다. 이 작전에는 카메후버 선의 독일 야간 전투기를 압도하기 위해 고안된 전술적 혁신인 폭격기 대열의 첫 사용이 포함되었다. 해리스는 1942년 12월 1일 임시 중장으로 그리고 1943년 3월 18일 대장 대행으로 승진했다.
해리스는 대규모의 지속적인 지역폭격만으로 독일이 항복할 것이라고 계속 믿었던 영향력 있는 연합군 고위 공군 지휘관 중 한 명이었다. 그는 여러 차례 상급자에게 전쟁이 몇 달 안에 끝날 것이라고 주장했으며, 처음에는 1943년 8월 함부르크 전투 (고모라 작전 코드명)의 엄청난 성공 이후에 찰스 포털 공군 참모총장에게 자신의 부대가 "1944년 4월 1일까지 독일에서 항복이 불가피한 파괴 상태를 만들어낼 수 있을 것"이라고 확신시켰고, 다시 1944년 1월에도 같은 주장을 했다. 윈스턴 처칠은 지역폭격 전략을 계속 불쾌하게 여겼고, 공식적인 성명은 폭격사령부가 특정 산업 및 경제 목표물만을 공격하며 민간인 사상자나 재산 피해는 의도치 않았지만 불가피한 부수적 피해라고 주장했다. 1943년 10월, 함부르크에서의 성공에 고무되고 처칠이 자신의 전술을 전적으로 지지하는 것을 주저하는 것에 점점 더 짜증이 난 해리스는 정부에게 폭격 작전의 목적에 대해 대중에게 솔직하게 말할 것을 촉구했다.
연합 폭격 공세의 목표는 ... 독일 도시의 파괴, 독일 노동자 살해, 그리고 독일 전역의 문명 생활 파괴 [로] 명확하게 명시되어야 한다 ... 주택, 공공 시설, 운송 및 생명의 파괴, 전례 없는 규모의 난민 문제 발생, 그리고 확대되고 강화된 폭격에 대한 두려움으로 인한 국내 및 전선에서의 사기 저하가 우리 폭격 정책의 용인되고 의도된 목표이다. 이는 공장을 타격하려는 시도의 부산물이 아니다.

많은 고위 연합군 공군 지휘관들은 여전히 지역폭격이 덜 효과적이라고 생각했다. 1943년 11월 폭격사령부는 1944년 3월까지 지속된 베를린 전투라고 알려진 것을 시작했다. 해리스는 함부르크에서의 승리를 재현하려고 했지만 베를린은 훨씬 더 어려운 목표물임이 드러났다. 심각한 전반적인 피해가 발생했지만, 도시는 함부르크보다 훨씬 더 잘 준비되어 있었고 화재 폭풍은 발생하지 않았다. 대공 방어도 극히 효과적이었고 폭격기 손실도 높았다. 영국은 1,047대의 폭격기를 잃었고, 1,682대가 추가로 손상되었으며, 1944년 3월 30일 뉘른베르크에 대한 재앙적인 공습으로 절정에 달했는데, 795대의 항공기 중 94대가 격추되고 71대가 손상되었다.
해리스는 1944년 1월 1일 공군 원수 실질 계급으로 승진했으며 1944년 2월 29일 러시아 수보로프 훈장 1급을 수여받았다. 남로디지아 총리 고드프리 허긴스 경이 1944년 5월 해리스를 방문한 후, 남로디지아는 연말에 해리스를 총독으로 임명해 달라고 영국 정부에 요청했다. 허긴스는 고위 영국인보다는 스스로를 로디지아인으로 여기는 인물을 그 직책에 앉히고 싶어했다. 해리스는 그 직책을 맡고 싶어했지만, 이 중요한 단계에서 전쟁을 떠날 수 없다고 느꼈고, 처칠도 같은 의견을 공유하며 남로디지아의 요청을 거절했다.

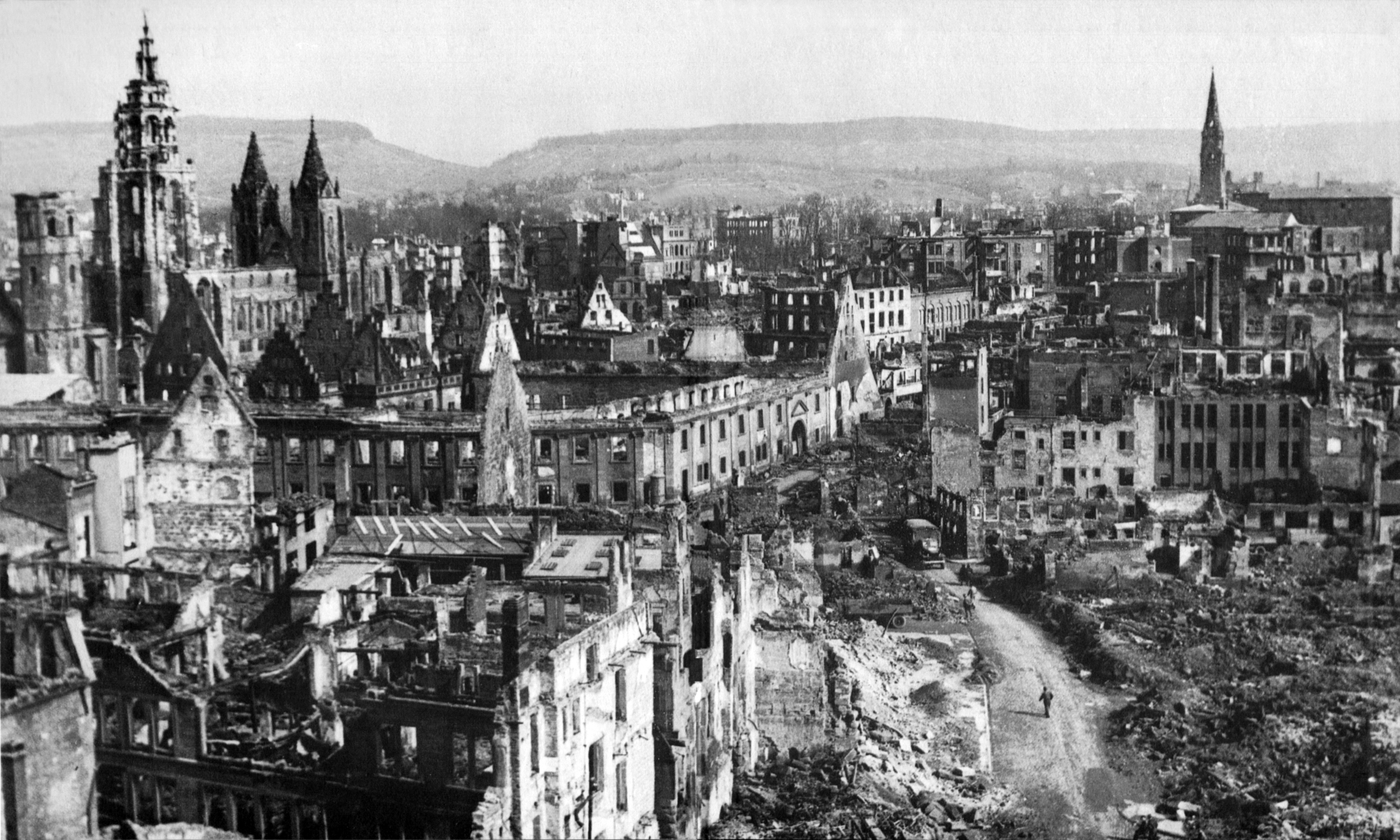
1945년 하일브론

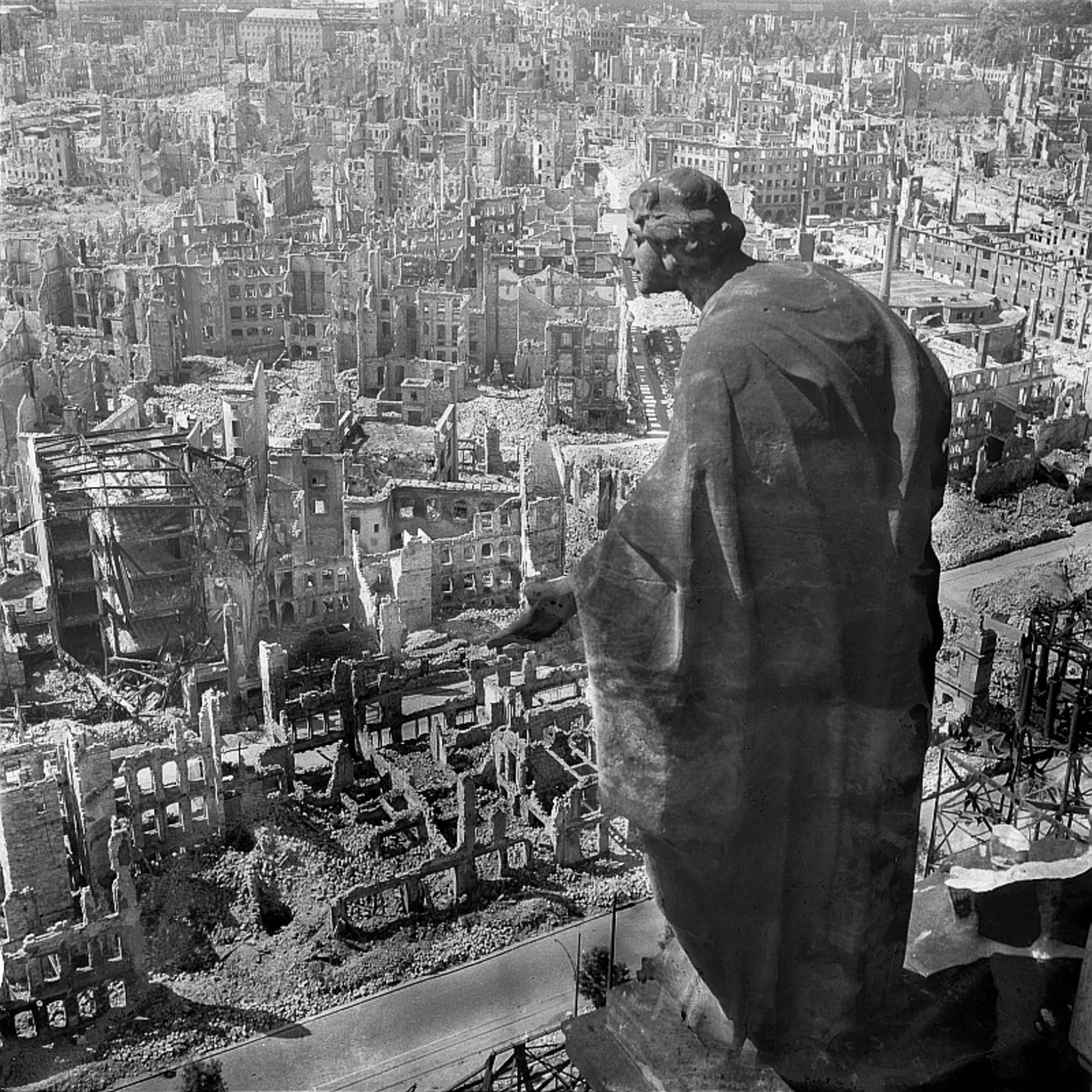
1945년 드레스덴

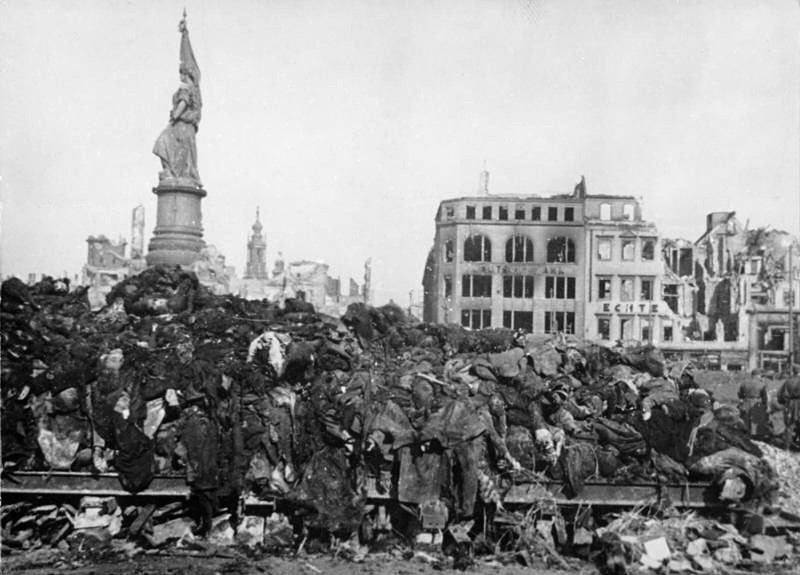
1945년 2월 드레스덴에서 화장될 시체 더미

1944년 노르망디 상륙 작전 이전에 해리스는 트랜스포트 계획에 따라 프랑스 철도망으로 목표물을 전환하라는 명령을 받았다. 그는 이것이 독일 산업에 가해지는 압력을 약화시키고 폭격사령부가 설계되지 않았거나 적합하지 않은 목적에 사용되는 것이라고 항의했다. 9월까지 연합군은 내륙으로 깊숙이 진군했다. 1943년 퀘벡 회담에서 영국 왕립 공군 참모총장 (포털)과 미국 육군 항공대 총사령관 (아놀드)이 유럽의 모든 전략 폭격 부대를 통제해야 한다는 데 동의했다. 해리스는 광범위한 전략 폭격 프로그램을 계속하고 아이젠하워 장군의 지상 작전을 적절히 지원하도록 새로운 지시를 받았다. 전략 공군 임무는 "독일 군사, 산업 및 경제 시스템의 점진적인 파괴 및 교란과 육군 및 해군 부대의 직접 지원"으로 남아있었다.
노르망디 상륙작전 (1944년 6월 6일) 이후, 독일에 대한 전략 폭격 작전이 재개되면서 해리스는 여전히 지역폭격에 매달렸다. 역사가 프레더릭 테일러는 해리스가 울트라에 대해 알 수 있는 필요한 보안 인가(security clearance)를 가지고 있지 않았기 때문에, 에니그마에서 얻은 일부 정보는 받았지만 출처는 알지 못했다고 주장한다. 테일러에 따르면, 이것은 D-Day 이후 1944년 유류 시설을 목표로 하는 지침 (명령)의 효과에 대한 해리스의 태도에 직접적인 영향을 미쳤는데, 해리스는 연합군 최고 사령부가 연합군 작전이 독일의 전쟁 노력에 얼마나 큰 영향을 미치는지 정확하게 평가하기 위해 고위 독일 출처를 사용하고 있다는 사실을 몰랐기 때문이다. 해리스는 특정 유류 및 군수 목표물을 폭격하라는 지침을 고위 지휘부의 "만능약"(그의 말)이자 모든 독일 대도시에서 파편이 튀게 하는 진정한 임무로부터의 방해물로 여기는 경향이 있었다. 해리스는 1944년 8월 16일 공군 대장 실질 계급으로 승진했다.
역사가 버나드 바서스타인은 영국 전략 폭격의 공식 역사가 '비정상적으로 날카로운 개인적 관찰'이라고 묘사하는 내용에서 "해리스는 문제의 한 면만 보고 그것을 과장하는 습관이 있었다. 그는 조언을 간섭으로, 비판을 방해로, 증거를 선전으로 혼동하는 경향이 있었다"고 지적한다. 알프레드 C. 미어체프스키(Alfred C. Mierzejewski)는 지역폭격과 연료 공장 공격이 독일의 석탄 및 철도 기반 경제에 비효율적이었고, 폭격 작전은 1944년 말, 연합군이 루르 지역의 석탄 관문인 철도 조차장을 공격하기 시작하면서 비로소 결정적인 전환점을 맞았다고 주장한다. 그의 요약은 항공 역사 지부 (AHB)의 책임자인 세바스찬 콕스에 의해 거부되었다. 콕스는 석유의 절반이 루르에 위치한 벤졸 공장에서 생산되었다고 지적한다. 이 지역은 1943년과 1944년 가을에 폭격사령부의 주요 목표물이었다. 콕스는 목표물들이 지역폭격에 매우 취약했으며 그에 따라 피해를 입었다고 결론지었다. 미국 공식 역사는 해리스가 1944년 11월에 석유 공격을 중단하라는 명령을 받았다고 언급한다. 이는 연합군의 폭격이 너무 효과적이어서 합성 공장들이 제대로 가동되지 못했기 때문이다. 미국 역사는 또한 알베르트 슈페어의 정보를 포함하고 있는데, 그는 폭격사령부의 야간 공격이 가장 효과적이었다고 지적한다. 해리스는 혁신을 매우 장려했지만, 패스파인더 부대 창설과 댐 버스터 작전에서 매우 효과적이었던 정밀 타격 개발을 반대했다.
해리스는 1945년 1월 30일 미국의 훈공장을 수여받았다. 전쟁 중 가장 논란이 많았던 공습은 1945년 2월 13일 늦은 저녁에 일어났다. RAF와 USAAF의 드레스덴 폭격은 수많은 민간인을 사망하게 한 치명적인 화재 폭풍을 일으켰다. 추정치는 다양하지만, 당시 시 당국은 25,000명 이하의 희생자를 추정했으며, 2010년 시 의회가 의뢰한 조사를 포함한 후속 조사에서도 이 수치를 지지하고 있다. 전쟁이 끝나갈 무렵 포르츠하임 폭격과 같은 공습은 군사적 가치는 거의 없이 높은 민간인 사상자를 낳았다는 비판을 받았다. 폭격사령부의 공세는 1945년 3월에 최고조에 달했는데, RAF는 전쟁 전체에서 월별 최고량의 폭탄을 투하했다. 베를린에 대한 마지막 공습은 4월 21일/22일 밤에 이루어졌으며, 소련군이 시내 중심부에 진입하기 직전이었다. 그 이후 RAF의 대부분의 공격은 전술 임무였다. 마지막 대규모 전략 공습은 4월 25일/26일 밤에 대규모 랭커스터 폭격기 편대가 노르웨이 남부 퇸스베르그에 있는 정유소를 파괴한 것이었다.
전후 회고록에서 해리스는 "함부르크에서 일어났던 모든 일에도 불구하고, 폭격은 비교적 인도적인 방법임이 입증되었다"고 썼다. 그의 전시 견해는 1945년 2월 드레스덴 공습 후 공군부에 보낸 내부 비밀 메모에 다음과 같이 표현되었다.
나는... 다음과 같은 견해가 고려되고 있다고 가정한다. 의심할 여지 없이 과거에는 독일 도시를 공격할 정당성이 있었다. 그러나 그렇게 하는 것은 항상 불쾌한 일이었고, 이제 독일군이 어쨌든 패배했으니 이러한 공격을 계속하는 것을 적절히 삼갈 수 있다. 이것은 내가 결코 동의할 수 없는 원칙이다. 도시 공격은 다른 전쟁 행위와 마찬가지로 전략적으로 정당화되지 않는 한 용납될 수 없다. 그러나 전쟁을 단축시키고 연합군 병사의 생명을 보존하는 경향이 있는 한 전략적으로 정당화된다. 내 생각에 이러한 효과가 없을 것이 확실하지 않다면 우리는 그것을 포기할 권리가 전혀 없다. 나는 개인적으로 남아있는 독일 도시 전체가 영국 척탄병 한 명의 뼈값조차 되지 않는다고 생각하지 않는다.

제2차 세계 대전의 폭격 작전을 고려할 때, 전쟁이 "통합된 과정"이었음을 인식해야 한다. 예를 들어, 알베르트 슈페어가 그의 책 Inside The Third Reich에서 "만 개 (88mm)의 대공포는... 러시아에서 전차와 다른 지상 목표물에 효과적으로 사용될 수 있었을 것이다"라고 언급한 것을 인용할 수 있다. 소련 지휘관들은 해리스의 노력을 분명히 인정했으며, 이는 1944년 2월 29일 해리스에게 러시아 수보로프 훈장 1급을 수여한 것으로 나타난다.

### 전후 시대
전쟁이 끝난 후, 해리스는 다양한 훈장을 받았다. 그는 1945년 6월 12일 폴란드 폴란드 재건국 훈장 1등급을 수여받았고, 1945년 6월 14일 바스 훈장 나이트 그랜드 크로스로 진급했으며, 1945년 11월 13일 브라질의 남십자 훈장 나이트 그랜드 크로스로 임명되었다. 그는 또한 1946년 6월 14일 미국으로부터 미국 육군 특수 공로 훈장을 받았고 1946년 1월 1일 왕립 공군 원수로 승진했다.
전후 영국 정부 내부에서는 전쟁 말기 독일 도시들에 대한 지역폭격으로 야기된 파괴 수준에 대해 약간의 불안감이 있었다. 해리스는 1946년 9월 15일 퇴역하여 그의 폭격사령부 업적에 대한 이야기를 『폭격 공세』(Bomber Offensive)에 썼다. 이 책에서 그는 드레스덴에 대해 이렇게 썼다. "이 전쟁의 늦은 단계에서 그렇게 크고 화려한 도시가 파괴된 것이 우리의 초기 공격이 다른 어떤 전쟁 작전만큼 정당화되었다고 인정하는 많은 사람들에게조차 불필요하다고 여겨졌다는 것을 알고 있다. 여기서 나는 드레스덴 공격이 당시 나보다 훨씬 더 중요한 사람들에 의해 군사적 필요성으로 간주되었다고만 말하겠다." 폭격사령부 승무원들은 별도의 전역 메달을 받지 못했는데, 그들은 이미 Air Crew Europe Star와 France and Germany Star 모두에 자격이 있었기 때문이었다. 이에 대한 그의 부하들에 대한 인식된 기관의 무시에 항의하여 해리스는 1946년 귀족 작위를 거부했다. 그는 귀족이 되지 않은 유일한 사령관이었다.
전쟁 때문에 로디지아 총독으로 돌아갈 기회를 놓친 것에 실망한 해리스는 1945년 6월 허긴스에게 그 직책이 다시 열릴 경우 고려해 달라고 요청했으며, 항공 관련 다른 남로디지아 정부 직책이나 그곳에서 정치에 참여하는 것에 관심이 있다고 말했다. 그는 "나의 나라, 로디지아에게 무언가 기여했다면, 그녀에게 더 봉사할 기회를 얻는 것이 기쁠 것이다"라고 썼다. 허긴스는 공감하지만 이러한 아이디어 중 어느 것도 실용적이지 않다고 답했다. 해리스는 새로운 총독이 필요할 때 너무 나이가 많을 것이고, 남로디지아 정치에 입문하려면 먼저 거주 요건을 충족해야 하고 그 다음 선거구에서 지지를 얻는 데 수년이 걸릴 수 있으며, 허긴스는 내년에 총선이 다가오고 있어 항공 관련 직책에 대해 약속할 수 없다고 느꼈다. 해리스는 결국 로디지아로 돌아가려는 꿈을 실현 불가능하다고 판단하고 포기했으며, 대신 1948년에 남아프리카로 이주하여 1946년부터 1953년까지 남아프리카 해양 공사 (Safmarine)를 운영했다.
1953년 2월, 다시 총리가 된 윈스턴 처칠은 해리스가 준남작 작위를 받아들일 것을 주장했고, 그는 준남작이 되었다. 같은 해 그는 영국으로 돌아와 템스강 바로 옆에 위치한 고링온템스의 페리 하우스에서 남은 여생을 보냈다.
1974년 해리스는 템스 텔레비전이 제작하고 ITV에서 방영된 호평받는 다큐멘터리 시리즈 세계대전사에 출연했다. 로런스 올리비에가 내레이션을 맡은 "회오리바람: 독일 폭격 (1939년 9월 – 1944년 4월)"이라는 제목의 12번째 에피소드에서 해리스는 폭격사령부의 공군 총사령관으로 재임하는 동안 개발한 지역폭격 전략에 대해 상세히 논의했다.

### 상훈
- 틀:MilAward Desc[c]
- 틀:MilAward Desc[d]
- 틀:MilAward Desc[e]
- 틀:MilAward Desc x 2
- 수보로프 훈장 1등급 (소련)[f]
- 특수 공로 훈장 (DSM) (미 육군 형식)[g]
- 틀:MilAward Desc[h]
- 폴란드 재건국 훈장 대십자 (폴란드)[i]
- 틀:MilAward Desc[j]
- 틀:MilAward Desc[k]
- 틀:MilAward Desc[l]

## 가족
해리스는 1916년 8월 리텐언트 에른리 윌리엄 K. 머니와 그의 아내 알렉산드라 그루이나드 배티의 딸인 바바라 데이지 커를 머니와 결혼했다. 이 결혼으로 세 자녀, 앤서니, 매리골드, 그리고 로즈메리를 두었다. 해리스는 1935년에 첫 번째 아내와 이혼했고, 이후 상호 친구를 통해 당시 스무 살이었던 테레즈('질리') 허른을 만나 1938년에 결혼했다. 그들의 딸 재클린 질은 1939년에 태어났고, 해리스는 그녀를 "매우 아꼈다"고 전해진다. 그녀는 나중에 혼. 니콜라스 애셰톤 (CVO, 1998년부터 그녀의 사망인 2002년까지 엘리자베스 보우스라이언의 재무관)과 결혼했다. 그는 제1대 클라이테로 남작 랄프 애셰톤의 막내 아들이었다.

## 유산

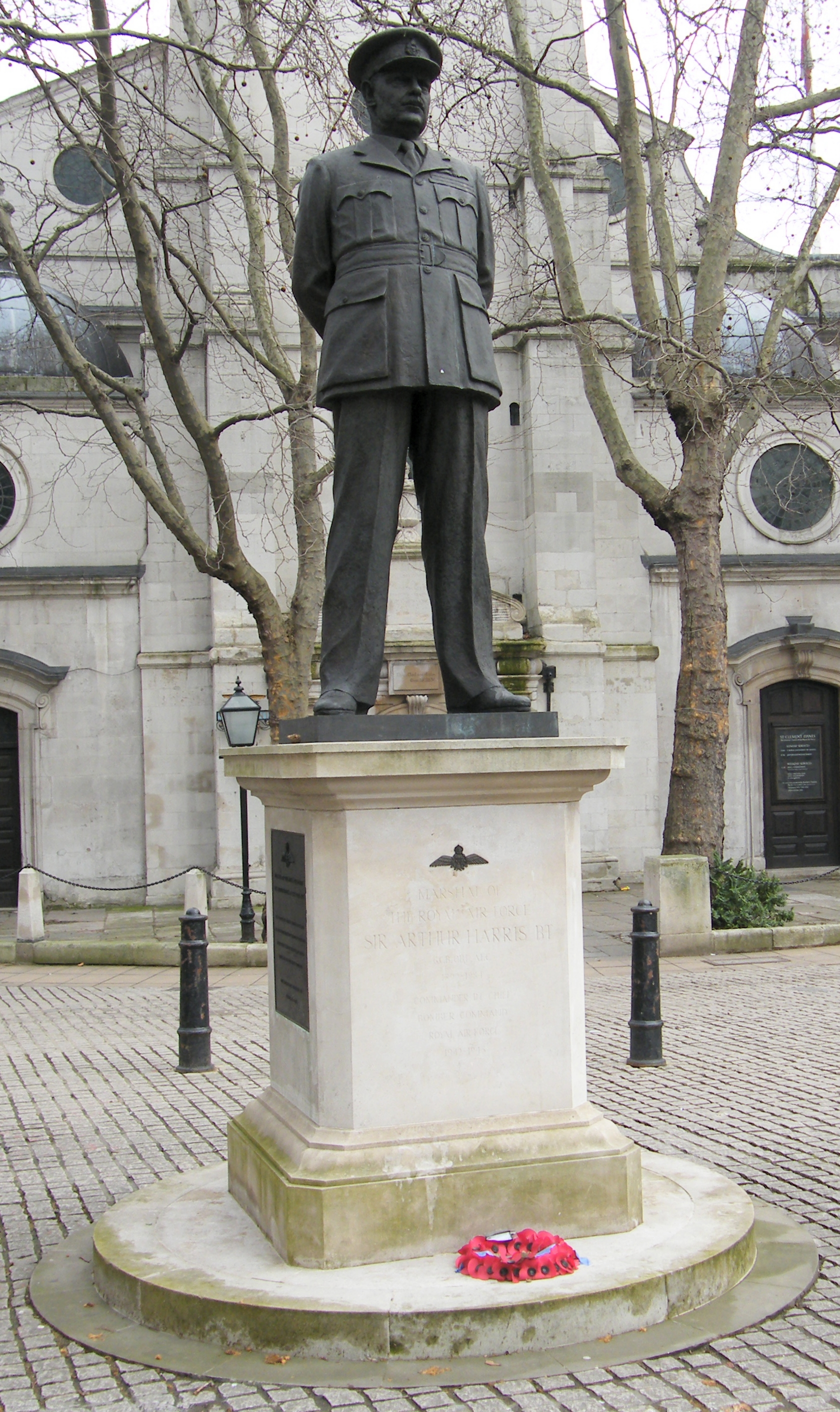
세인트 클레멘트 데인스 교회 밖에 있는 해리스 동상

해리스는 1984년 4월 5일 고링에 있는 자택에서 사망했다. 그는 고링의 번트우드 묘지에 묻혔다.
해리스 사망 5년 후인 1989년, 해리스의 폭격사령부 공군 총사령관 재임 기간을 다룬 단편 장편 드라마 폭격기 해리스가 BBC 텔레비전에서 방영되었고, 존 서가 주연을 맡았다.
독일 내 공공 인사들의 항의에도 불구하고, 드레스덴 시장은 영국 대사관을 방문하여 반대 의견을 표명했으며, 전 지휘관의 명예를 옹호하기 위해 결성된 RAF 참전 용사 단체인 폭격기 해리스 신탁회는 1992년 런던 세인트 클레멘트 데인스 교회 밖에 그의 동상을 세웠다. 이 동상은 엘리자베스 보우스라이언에 의해 제막되었는데, 그녀는 시위자들의 야유에 놀란 표정을 지었고, 한 시위자는 "해리스는 전쟁 범죄자였다"고 외쳤다. 내각의 어느 누구도 제막식에 참석하지 않았다.
동상에는 "국가는 그들 모두에게 엄청난 빚을 지고 있다"는 비문이 새겨져 있다. 레너드 체셔를 포함하여 많은 전 폭격사령부 항공 승무원들이 참석했는데, 체셔는 의사의 조언에도 불구하고 "들것에 실려 가야 할지라도 갔을 것"이라고 말하며 참석했으며 두 달 후 사망했다. 동상은 종종 훼손되었기 때문에 몇 달 동안 24시간 경비를 서야 했다.

## 내용주
1. ↑  RAF 승무원들이 해리스에게 붙인 별명인 "정육점" 또는 "푸주한"은 그의 폭격 정책의 도덕성에 대한 논평으로 붙여진 것이 아니었다. 그것은 그의 승무원들이 겪고 있는 손실에 대한 그의 무관심을 지칭하는 것이었다. 폭격기 사령부 승무원의 손실은 엄청났다. 영국 폭격기 승무원은 제1차 세계 대전 당시 참호전을 겪은 보병보다 짧은 기대 수명을 가졌다.[1]
2. ↑  “영국 척탄병 한 명의 뼈값도 되지 않는다”는 말은 독일 수상 비스마르크의 유명한 문장 “발칸 반도 전체는 단 한 명의 포메라니아 척탄병의 뼈값도 되지 않는다”를 의도적으로 반복한 것이다.[70]
3. ↑  1945년 6월 14일 수여[73]
4. ↑  1927년 6월 3일 수여[27]
5. ↑  1918년 11월 2일 수여[14][15]
6. ↑  1944년 2월 29일 수여[55]
7. ↑  1946년 6월 14일 수여[75]
8. ↑  1945년 1월 30일 수여[65]
9. ↑  1945년 6월 12일 수여[72]
10. ↑  1945년 11월 13일 수여[74]
11. ↑  1945년 수여[84][85]
12. ↑  1945년 수여[85][86]

## 일반 참고 문헌
- Bamford, Joe (1996). 《The Salford Lancaster》. Pen & Sword Books. ISBN 978-0850525199.
- Bishop, Patrick (2007). 《Bomber Boys: Fighting Back 1940–1945》. Harper Perennial. ISBN 978-0007192151.
- Corum, James S.; Johnson, Wray R. (2003). 《Airpower in Small Wars: Fighting Insurgents and Terrorists (Modern War Studies)》. University Press of Kansas. ISBN 978-0700612406.
- Cross, Robin (1995). 《Fallen Eagle》. London: John Wiley and Sons Inc. ISBN 0-471-62079-3.
- Denson, John V (1999). 《The Costs of War: America's Pyrrhic Victories》. Piscataway, New Jersey: Transaction Publishers. ISBN 0-7658-0487-5.
- Garret, Stephen A (1993). 《Ethics and Air Power in World War II: The British Bombing of German Cities》. London: Palgrave Macmillan. ISBN 0-312-08683-0.
- Grayling, A. C. (2006). 《Among the Dead Cities: The History and Moral Legacy of the WWII Bombing of Civilians in Germany and Japan》. New York: Walker Publishing Company Inc. ISBN 0-8027-1471-4.
- Grey, Peter (2003). 《The Last Word? Essays on Official History in the United States and British Commonwealth》. Praeger, London. ISBN 0-313-31083-1.
- Harris, Sir Arthur (2005). 《Bomber Offensive》. London: Greenhill Books. ISBN 1-84415-210-3.
- Hastings, Max (1979). 《Bomber Command》. Dial Press/J. Wade. ISBN 978-0-8037-0154-0.
- Havers, Robin (2003). 《The Second World War: Europe, 1939–1943, Volume 4》. Abingdon, Oxford, UK: Routledge. ISBN 978-0-415-96846-1.
- Longmate, Norman (1983). 《The Bombers: The RAF offensive against Germany 1939–1945》. London: Hutchinson. ISBN 0-09-151580-7.
- McInnis, Edgar (1946). 《The War, The Sixth Year》. Oxford University Press.
- Mierzejewski, Alfred C (1988). 《The Collapse of the German War Economy, 1944–1945: Allied Air Power and the German National Railway》. Chapel Hill, NC: University of North Carolina Press. ISBN 0-8078-1792-9.
- Neutzner, Matthias (2003). 《Dresden 1944/45: Leben im Bombenkrieg》. Verlag Der Kunst. ISBN 978-3865300300.
- Omissi, David E. (1990). 《Air power and colonial control : the Royal Air Force, 1919-1939》. Manchester: Manchester University Press. ISBN 0719029600.
- Overy, Richard (2013). 《The Bombing War: Europe 1939–1945》. London: Allen Lane. ISBN 978-0713995619. (Published in the United States as 《The Bombers and the Bombed: Allied Air War Over Europe, 1940–1945》. New York: Viking. 2014. ISBN 978-0670025152.)
- Peden, Murray (2003). 《A Thousand Shall Fall: The True Story of a Canadian Bomber Pilot in World War Two》. Dundurn Group. ISBN 978-1550024548.
- Pogue, Forrest C. (1954). 《United States Army in World War II European Theater of Operations The Supreme Command》. Washington, D.C.: Office of the Chief of Military History, Department of the United States Army.
- Probert, Henry (2006). 《Bomber Harris: His Life and Times》. London: Greenhill Books. ISBN 1-85367-555-5.
- Saward, Dudley (1990). 《Bomber Harris: The Authorized Biography》. New York: Time-Warner Paperbacks. ISBN 978-0-72217-658-0.
- Shores, Christopher (1990). 《Above the Trenches: A Complete Record of the Fighter Aces and Units of the British Empire Air Forces, 1915–1920》. London: Grub Street. ISBN 0-948817-19-4.
- Sokolski, Henry D. (2004). 《Getting MAD: Nuclear Mutual Assured Destruction, Its Origins and Practice》. Carlisle, Pennsylvania: Strategic Studies Institute, U.S. Army War College. ISBN 1-58487-172-5.
- Speer, Albert (2009). 《Inside The Third Reich》. Phoenix. ISBN 978-1842127353.
- Taylor, Fredrick (2004). 《Dresden: Tuesday 13 February 1945》. New York: HarperCollins. ISBN 0-06-000676-5.

## 더 읽어보기
- Bellamy, Alex J. "The ethics of terror bombing: Beyond supreme emergency". Journal of Military Ethics 7.1 (2008): 41–65. On the British decision to bomb Germany.
- Bevan, Robert (2006). 《The Destruction of Memory: Architecture at War》. London: Reaktion Books. ISBN 978-1-86189-319-2.
- Goulter, Christina. "Sir Arthur Harris: Different Perspectives". In Gary Sheffield, ed. The Challenges of High Command: The British Experience (Palgrave Macmillan UK, 2003) 126–136.
- Lambourne, Nicola (2001). 《War Damage in Western Europe: The Destruction of Historic Monuments During the Second World War》. Edinburgh UP. ISBN 0-7486-1285-8.
- Messenger, Charles. Bomber Harris and the Strategie Bombing Offensive: 1939-1945 (Arms and Armour Press, 1984).
- Neillands, Robin. "Facts and myths about Bomber Harris". The RUSI Journal 146.2 (2001): 69–73.
- Quast, Lou, and David Lee. "Sir Arthur 'Bomber' Harris: An effective leader in command?" 보관됨 25 10월 2017 - 웨이백 머신 (UK Dept of Defence, Geddes Papers 2004)